# Když první se vrátí
Když první se vrátí (op. 6) je opera o jednom dějství českého skladatele Miloše Čeledy na libreto slezského básníka Jáchyma Blechty (vl. jm. Antonína Rába) na námět Otty Ericha Hartlebena.
Miloš Čeleda, opavský rodák, se roku 1910 vrátil po vysokoškolských studiích v Praze, Lipsku a Hamburku do Opavy a stal se organizátorem českého kulturního života; založil při Českém čtenářském spolku orchestr, jejž dirigoval, a organizoval komorní a orchestrální koncerty. Současně se začal prosazovat jako skladatel – roku 1911 uvedl Otakar Ostrčil v Praze jeho melodram Kantor Halfar na slova básně Petra Bezruče – a pro opavské české amatéry napsal i operní aktovku Když první se vrátí. Ta měla premiéru v listopadu roku 1913 v Opavě, skladatel přitom použil pseudonym Č. Sokol. Byla to první česká opera vzniklá a provedená ve Slezsku, ještě téhož roku ji hrálo české divadlo i v Moravské Ostravě (5. prosince) a ve Vítkovicích (10. prosince).
Rukopis opery se zachoval v Čeledově pozůstalosti, kterou uchovává Slezské zemské muzeum v Opavě.